# Muhlenbergia pilosa
Muhlenbergia pilosa är en gräsart som beskrevs av P.M.Peterson, Wipff och Stanley D. Jones. Muhlenbergia pilosa ingår i släktet muhlygräs, och familjen gräs. Inga underarter finns listade i Catalogue of Life.